# Breakbeat hardcore
Breakbeat hardcore é um gênero de dance music eletrônica e um derivado da acid house, New Beat e techno music do final dos anos 80 e início dos anos 90, que combina ritmos de four-on-the-floor com breakbeats e está associado a a cena rave do Reino Unido. Além da inclusão de breakbeats, o gênero também apresenta padrões de bateria tamborilados, rolos de piano otimistas e sons de old-school hoover.

## Cena rave
A cena foi conduzida ao redor da autoestrada M25 (a rodovia orbital de Londres), e seu público era principalmente adolescentes urbanos e adolescentes suburbanos de classe média baixa com carros. A cena se expandiu rapidamente em 1991, com grandes raves de 30 a 50 mil pessoas participando de locais ao ar livre em toda a Inglaterra, organizadas pela Spiral Tribe e outros sistemas de som de festa gratuitos realizados em locais de toda a extensão da Inglaterra. No final dos anos 80, raves como o Sunrise UK geraram a ideia de realizar grandes festas em vez de sediar festas mais íntimas em pequenos clubes. As raves hardcore de breakbeat modelaram seus eventos depois dessas raves iniciais.

## Popularidade e fragmentação
Nos primeiros anos, o som underground tornou-se mais mainstream. Mesmo sem tocar no rádio, muitos estilos híbridos e regionais chegaram ao Top 20. No entanto, durante o início dos anos 90, as duas principais subdivisões desse movimento rave eram principalmente "house", New Beat e "techno" (frequentemente usadas de forma intercambiável ou vagamente usadas para definir uma infinidade de subgêneros de house music) ou "breakbeat hardcore". Em aproximadamente 1993, a última cena se fragmentou e se espalhou em dois estilos distintos: jungle music (mais tarde dando origem ao drum and bass) e 4-beat (alternativamente conhecido como happy hardcore). Essa divisão ficou evidente nos primeiros eventos do Roast. Roast foi o maior promotor da jungle original mais respeitado da Inglaterra. Os promotores da Roast se referiram a ela como a cena da house se ramificando e seguindo em sua própria direção, não aceitando o novo som da jungle (que largamente derrubou o Kick drum da house de 4 andares). O som de Jungle era mais focado em linhas de baixo, muitas vezes com tons de jazz, enquanto 4-beat manteve os sintetizadores rave, o kickdrum 4/4 e elementos de piano mais felizes. Em 1996, a maioria dos 4-beat tinha desistido de seus breakbeats (em parte devido ao techno bouncy), enquanto o drum and bass havia largado os stabs do synth estilo techno, separando ainda mais os dois estilos. A evolução quase independente dos estilos criou sons distintos de "bleep and bass", techno brutalista, jungle hardcore, pop-rave, UK garage e sons ragga-techno.